# 1981 en basket-ball
Chronologie du basket-ball
1980 en basket-ball - 1981 en basket-ball - 1982 en basket-ball
Les faits marquants de l'année 1981 en basket-ball.

## Récapitulatifs des principaux vainqueurs de compétitions 1980-1981

### Masculins
- Mondial des clubs : Real Madrid

| Europe - Allemagne : BSC Saturn Cologne - Autriche : - - Belgique : Telindus BC Ostende - Bulgarie : BC Levski Sofia - Champion des clubs champions : Maccabi Tel-Aviv - Chypre : - - Coupe des coupes : Squibb Cantù - Coupe Korać : Joventut Badalona - Espagne : FC Barcelone - Danemark : - Finlande : - France : Villeurbanne - Grèce : Panathinaïkos - Irlande : - Islande : UMFN Njardvík - Israël : Maccabi Tel-Aviv - Italie : Squibb Cantù - Norvège : - Pays-Bas : Nashua - Pologne : WKS Śląsk Wrocław - Portugal : - - Suède : - Suisse : Fribourg Olympic - Tchécoslovaquie : USK Prague - Turquie : Eczacibasi - URSS : CSKA Moscou - Yougoslavie : KK Partizan Belgrade | Amériques - Argentine : - - Brésil : - - Canada (interuniversitaire) : - CBA : Rochester Zeniths - Championnat sudaméricain : Ferro Carril Oeste - Mexique : - NBA : Celtics de Boston - NCAA : Indiana Hoosiers - Porto Rico : - - Uruguay : - - Venezuela : Guaiqueríes de Margarita | Afrique, Asie, Océanie - Angola : CD 1° de Agosto - Australie : Launceston Casino City - Coupe d'Afrique : AS Forces Armées - Maroc : - - Tunisie : Étoile sportive du Sahel |

### Féminines
| Europe - Allemagne : DJK Agon 08 Düsseldorf - Belgique : - Champion des clubs champions : Daugava Rīga - Chypre : - Danemark : - Espagne : Club Comansi Barcelona - Finlande : - France : Clermont UC - Grèce : - Hongrie : - - Irlande : - Islande : - Italie : Pagnossin Treviso - Israël : - Norvège : - Pays-Bas : - - Pologne : Wisła Cracovie - Portugal : - Suède : - Tchécoslavaquie : Sparta Prague - Turquie : - - URSS : Daugava Rīga - Yougoslavie : | Amériques - Argentine : - - Brésil : - - Canada : - - NCAA : - | Afrique, Asie, Océanie - Sénégal : ASCC BOPP |

## Récompenses des joueurs enNBA

### Meilleur joueur de la saison régulière  (MVP)
| - Julius Erving, Philadelphia 76ers |

### Meilleur joueur de la finale NBA
| - Cedric Maxwell, Boston Celtics |